# Lewan Szengelia
Lewan Szengelia (gruz. ლევან შენგელია; ur. 27 października 1995 w Samtredii) – gruziński piłkarz grający na pozycji prawoskrzydłowego. Od 2023 jest zawodnikiem klubu Panetolikos.

## Kariera klubowa
Swoją piłkarską karierę Szengelia rozpoczął w klubie Dila Gori. W sezonie 2013/2014 stał się członkiem pierwszego zespołu. 26 lutego 2014 zadebiutował w jego barwach w pierwszej lidze gruzińskiej w przegranym 1:3 domowym meczu z Gurią Lanczchuti. W Dili występował do lata 2014.
Latem 2014 Szengelia przeszedł do Torpeda Kutaisi. Swój jedyny mecz ligowy w nim rozegrał 7 grudnia 2014 przeciwko Metalurgi Rustawi, przegrany u siebie przez Torpedo 0:1.
Na początku 2015 roku Szengelia został zawodnikiem Kolcheti-1913 Poti. Swój debiut w nim zaliczył 22 lutego 2015 w zremisowanym 0:0 wyjazdowym meczu z Torpedo Kutaisi. Zawodnikiem Kolcheti był przez pół roku.
W sierpniu 2015 Szengelia przeszedł do drugoligowego belgijskiego klubu AFC Tubize. Swój debiut w nim zanotował 5 września 2015 w zremisowanym 1:1 domowym meczu z RE Virton.
W 2017 roku Szengelia został wypożyczony z Tubize do koreańskiego Daejeon Citizen. Grał w nim w drugiej lidze, a swój debiut w nim zaliczył 4 marca 2017 w przegranym 1:2 wyjazdowym meczu z Ansan Greeners FC.
W 2018 roku Szengelia wrócił do Gruzji i został zawodnikiem Dinama Tbilisi. Zadebiutował w nim 18 sierpnia 2018 w zremisowanym 0:0 domowym meczu z SK Samtredia. W sezonie 2019 wywalczył z Dinamem tytuł mistrza Gruzji.
We wrześniu 2019 Szengelia został piłkarzem tureckiego Konyasporu. Swój debiut w Konyasporze zaliczył 15 września 2019 w zwycięskim 1:0 wyjazdowym spotkaniu z Denizlisporem. Zawodnikiem Konyasporu był przez dwa sezony.
Latem 2021 Szengelia przeszedł do belgijskiego Oud-Heverlee Leuven. Zadebiutował w nim 21 sierpnia 2021 w przegranym 1:4 domowym meczu z KAS Eupen. W debiucie zdobył gola.
| Sezon   | Klub               | Kraj             | Rozgrywki       | Mecze | Gole |
| ------- | ------------------ | ---------------- | --------------- | ----- | ---- |
| 2013/14 | Dila Gori          | Gruzja           | Umaglesi Liga   | 3     | 0    |
| 2014/15 | Torpedo Kutaisi    | Gruzja           | Umaglesi Liga   | 1     | 0    |
| 2014/15 | Kolcheti-1913 Poti | Gruzja           | Umaglesi Liga   | 11    | 4    |
| 2015/16 | AFC Tubize         | Belgia           | Eerste klasse B | 26    | 2    |
| 2016/17 | AFC Tubize         | Belgia           | Eerste klasse B | 14    | 1    |
| 2017    | Daejeon Citizen    | Korea Południowa | K League 2      | 28    | 5    |
| 2018    | Dinamo Tbilisi     | Gruzja           | Erownuli Liga   | 16    | 5    |
| 2019    | Dinamo Tbilisi     | Gruzja           | Erownuli Liga   | 24    | 12   |
| 2019/20 | Konyaspor          | Turcja           | Süper Lig       | 23    | 2    |
| 2020/21 | Konyaspor          | Turcja           | Süper Lig       | 33    | 5    |

## Kariera reprezentacyjna
Szengelia grał w młodzieżowych reprezentacjach Gruzji na szczeblach U-19 i U-21. W reprezentacji Gruzji zadebiutował 12 października 2019 w zremisowanym 0:0 meczu eliminacji do Euro 2020 z Irlandią, rozegranym w Tbilisi, gdy 73. minucie zmienił Giorgiego Kwilitaię.

## Odznaczenia
- Order Honoru – 2024[1][2][3][4]